# Teth
| Fenicio | Ebraico | Ebraico | Corsivo |
| ------- | ------- | ------- | ------- |
| Teth    | ט       | ט       |         |

Teth o Tet (pronunciata tˤ) è la nona lettera di molti alfabeti semitici, come l'alfabeto fenicio, l'aramaico, l'ebraico, il siriaco.
Corrisponde alla θ greca e alla ط (Ṭāʾ) araba, nona nel tradizionale ordine abjad, 16ª nel ordine arabo moderno. La    Ța viene anche usata nel persiano, ma pronunciata come una "t" dura ed è la 19ª lettera dell'alfabeto persiano moderno.

## Origini
Il nome della lettera fenicia ṭēth significa "ruota", ma la lettera sembra la continuazione di un glifo dell'Età del bronzo chiamato ṭab "buono", Tav in aramaico e Tov טוב in ebraico, ṭayyib طَيّب in arabo moderno, basato sul geroglifico nfr "buono":

| F35 |

Libri ebraici di scrittura sulle "sacre lettere" dal secolo X in poi esaminano la connessione o origine della lettera Teth con la parola "Tov", e la Bibbia usa la parola 'Tov' in capitoli alfabetici per descrivere la lettera.

## Tetebraica
| Varianti ortografiche | Varianti ortografiche | Varianti ortografiche | Varianti ortografiche | Varianti ortografiche |
| Vari font tipografici | Vari font tipografici | Vari font tipografici | Corsivo ebraico       | Carattere Rashi       |
| Serif                 | Sans-serif            | Monospazio            | Corsivo ebraico       | Carattere Rashi       |
| --------------------- | --------------------- | --------------------- | --------------------- | --------------------- |
| ט                     | ט                     | ט                     |                       |                       |

Ortografia ebraica compitata: טֵית‎

### Pronuncia ebraica
Nell'ebraico moderno, Te rappresenta una /t/ occlusiva alveolare sorda, sebbene questa possa essere faringealizzata a produrre la [tˤ] nella pronuncia tradizionale yemenita Temani e sefardita.

### Significato
Nella ghematria, Tet rappresenta il numero 9. Quando è seguito da un apostrofo indica 9000. L'uso più comune vien fatto negli anni ebraici (per esempio, ט'תשנד in numeri sarebbe la data 9754).
Similmente, nella ghematria, il numero 15 è scritto con Tet e Waw, (9+6) per evitare la costruzione normale di Jodh e Hei (10+5) che comporrebbe il Nome di Dio. In ugual modo, 16 è scritto con Tet e Zayin (9+7) invece di Jodh e Waw (10+6) per evitare di comporre parte del Tetragramma.
Tet è inoltre una delle sette lettere che possono essere rappresentate con tre speciali corone sovrastanti (chiamate תָּגִים, tagin - plurale di tag) quando scritte in una Sefer Torah, in questo modo:

Le altre lettere sono: ג ז נ ע צ ש 

## Ṭāʾ araba
La lettera si chiama Ṭāʾ; pronuncia dell'arabo moderno standard: /tˤ/.

## Simboli simili
Un simbolo simile alla teth fenicia viene usato come prodotto tensoriale ({\displaystyle \otimes }), ma questo è forse uno sviluppo indipendente, quale modifica del segno della moltiplicazione per ×. L'ebraico ט è visivamente anche simile alla lettera latina [Ʋ].